# (13366) 1998 US24
(13366) 1998 US24 è un asteroide troiano di Giove del campo greco. Scoperto nel 1998, presenta un'orbita caratterizzata da un semiasse maggiore pari a 5,2291580 UA e da un'eccentricità di 0,1031251, inclinata di 6,63663° rispetto all'eclittica. Ha un diametro di 33,302 km e un periodo di rotazione di 400 ore.
L'asteroide era stato battezzato 13366 Khege, ma la denominazione è stata successivamente abrogata e assegnata a 12565 Khege.